# Universalis Foederatio Praesepistica
Universalis Foederatio Praesepistica o UN-FOE-PRAE és una associació internacional catòlica de pessebristes. Fou fundada a Barcelona el 1952 per representants de set associacions nacionals de pessebristes, durant el Primer Congrés Pessebrista Internacional. El 2013 en formaven part 19 associacions de pessebristes europees i americanes. Organitzen un congrés internacional cada quatre anys amb diverses activitats, normalment a Europa. El 2016 es va fer al nord d'Itàlia. Sovint se cita com a fundador Angelo Stefanucci.